# James E. Thornton
James E. Thornton (* 25. September 1925 in Saint Paul, Minnesota; † 11. Januar 2005) war ein US-amerikanischer Computeringenieur.
Thornton studierte Elektrotechnik an der University of Minnesota mit dem Bachelor-Abschluss 1950. Gleich danach ging er zu Engineering Research Associates (ERA), die 1952 von Remington Rand übernommen wurden. 1958 verließ er mit anderen ERA-Ingenieuren die Firma in die neu gegründete Control Data Corporation. Er blieb dort bis 1973 und war an der Entwicklung der CDC 1604, CDC 6600, 6400, 6500 und am STAR-100 beteiligt. Insbesondere war er mit Seymour Cray der Hauptentwickler des wegweisenden Supercomputers CDC 6000, der 1964 auf den Markt kam.
1974 gründete er Network Systems Corporation, die Computernetzwerke herstellte zur Verbindung von Mainframes und Minicomputern.
1994 erhielt er den Eckert-Mauchly Award für Pionierleistungen bei Hochleistungsprozessoren, Erfindung des Scoreboard und grundlegende Beiträge zu Vektorrechner-Supercomputer.